# Jean-Pierre Willmar

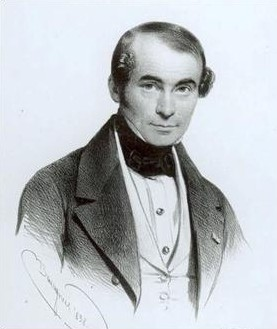
Jean-Pierre Willmar

Jean-Pierre Christine Willmar (Luxemburg, 29 november 1790 - Den Haag, 28 januari 1858) was een Belgisch minister, volksvertegenwoordiger, militair en diplomaat.

## Levensloop
Hij was een zoon van Jean-Georges Willmar (1763-1831), lid van de Conseil des Cinq-Cents en gouverneur van het Groothertogdom Luxemburg namens koning Willem I, en van Marie-Catherine Graas. Zijn broers waren: 
- Jean-Jacques Willmar, de latere President van de Raad (dat wil zeggen premier) van Luxemburg,
- Étienne Willmar en
- Leonard Willmar.

Jean-Pierre Willmar trouwde met Marie-Françoise Visschers (1802-1837) en in tweede huwelijk met Christine Avack (1810-1868). Hij kreeg een zoon en een dochter uit het eerste huwelijk en een zoon uit het tweede huwelijk.

## Militair
Willmar werd ingenieur en militair, na studies aan de École Polytechnique in Parijs (1809-1811) en aan de École d'Application in Metz (1811-1813).
Doorheen de verschillende regimes, doorliep hij een militaire carrière, met een onderbreking onder het Verenigd Koninkrijk der Nederlanden, tijdens dewelke hij ingenieur was bij het ministerie van Publieke Werken:
- 1811: onderluitenant bij de Genie,
- 1813: luitenant en kapitein,
- 1817: ingenieur eerste klas Bruggen en Wegen,
- 1825: hoofdingenieur Brugge en Wegen,
- 1830 (oktober): luitenant-kolonel bij de Genie
- 1831: directeur van de Fortificaties, derde directie,
- 1831: kolonel,
- 1832: inspecteur generaal van de fortificaties,
- 1834: directeur van de fortificaties,
- 1834: generaal-majoor,
- 1840: vleugeladjudant van de koning,
- 1847: luitenant-generaal in het reservekader.

## Politiek
Jean-Pierre, Étienne en Leonard namen deel aan de Belgische Revolutie, terwijl vader Jean-Georges Willmar en Jean-Jacques Oranjegezind bleven.
In december 1836 werd Jean-Pierre verkozen tot lid van de Kamer van volksvertegenwoordigers voor het arrondissement Brussel en vervulde dit mandaat tot in juni 1840. Hij was al voordien, in augustus 1836 minister van Oorlog geworden in het ministerie van Barthélémy de Theux de Meylandt, een mandaat dat hij ook tot in 1840 uitoefende.
In 1839 pleitte hij voor de goedkeuring van het Verdrag der XXIV Artikelen, ook al betekende dit dat zijn geboortestreek aan het Belgisch koninkrijk werd ontnomen.
Na zijn politieke mandaten, werd Willmar diplomaat. Tussen 1840 en 1852 werd hij zaakgelastigde of gevolmachtigd minister in Nedersaksen, Saksen-Anhalt en Brunswick-Luneburg, Den Haag en Hannover.
In 1846 werd hij in de Belgische erfelijke adel opgenomen met een bij eerstgeboorte overdraagbare baronstitel. Zijn twee zoons bleven zonder nageslacht en de familie is in 1914 uitgestorven.

## Voetnota
1. ↑  Door sommige auteurs wordt hij als katholiek Kamerlid genoteerd, door andere als liberaal. De waarheid zal waarschijnlijk zijn dat hij een 'unionist' was, in overeenstemming met de overtuiging van de unionistische regering waar hij in zetelde